# Грабовка (округ Тренчин)
Грабовка (словац. Hrabovka) — село, громада округу Тренчин, Тренчинський край. Кадастрова площа громади — 4.29 км².
Населення 423 особи (станом на 31 грудня 2020 року).

## Історія
Грабовка згадується 1423 року.

## Населення
| Рік:            | 1994. | 2004.   | 2014.   | 2024.   |
| --------------- | ----- | ------- | ------- | ------- |
| Кількість осіб: | 419   | 431     | 420     | 439     |
| Різниця:        |       | +2,86 % | -2,55 % | +4,52 % |

| Рік:            | 2023. | 2024.   |
| --------------- | ----- | ------- |
| Кількість осіб: | 440   | 439     |
| Різниця:        |       | -0,22 % |